# آدم وناس
آدم وناس (من مواليد 11 نوفمبر 1996) لاعب كرة قدم جزائري يلعب حاليًا لنادي السد القطري والمنتخب الجزائري في مركز لاعب الوسط المهاجم أو الجناح.

## الإنجازات
فاز مع المنتخب الجزائري بكأس إفريقيا في مصر عام 2019.

## مسيرته الكروية
بدأ مشواره الكروي مع فريق تور الفرنسي قبل أن ينضم إلى نادي بوردو موسم 2013-2014، وبدأ باللعب مع فئة تحت 19 سنة، واستدعي للعب في الفريق الأول لأول مرة في 4 أكتوبر 2015 ضد نادي لوريان وتمكن من التسجيل في أول ظهور له.

لعب مع نادي بوردو 30 مباراة هذا الموسم: 19 كأساسي و11 كبديل ويملك 6 أهداف في رصيده.

وعن أصول اللاعب الذي يعد اكتشاف جديد للخضر  أكد أن أصول والديه تعود إلى الغرب الجزائري، وبالضبط من مدينة مستغانم، وأكد زيارته للعديد من المناطق الجزائرية.

وأكد وناس خلال استضافته في تلفزيون بوردو، بأن منتخب المحاربين أقوى من المنتخب الفرنسي، وفي حال ما التقى الجزائريون بالفرنسيين، فإن الفوز سيكون من نصيب الخضر، وعلق في هذا الجانب: «المنتخب الجزائري تطور كثيرًا وأصبح أفضل من منتخب فرنسا وأتوقع فوز الجزائر على فرنسا إن التقيا».

 وعما إذا كان سيختار الخضر أم الديكة الفرنسية كشفت صحيفة الخبر الجزائرية في موقعها الإلكتروني  نقلًا عن مصدر مسؤول، أن وناس وافق بعد الحديث المطول الذي جمعه بالفرنسي كريستيان جوركيف المدير الفني السابق للمنتخب الجزائري، التوقيع على وثيقة الالتزام باللعب لـ«محاربي الصحراء».
في 3/6/2017 أعلن نادي نابولي الإيطالي ضم اللاعب الجزائري في صفقة قدرت ب 10 ملايين يورو.

## روابط خارجية
- آدم وناس على موقع الاتحاد الأوربي (الإنجليزية)
- آدم وناس على موقع قاعدة بيانات كرة القدم.إي يو (الإنجليزية)
- آدم وناس على موقع ليكيب (الفرنسية)
- آدم وناس على موقع ناشيونال فوتبول تيمز (الإنجليزية)
- آدم وناس على موقع Soccerbase.com (لاعب) (الإنجليزية)
- آدم وناس على موقع Soccerway.com (الإنجليزية)
- آدم وناس على موقع عالم كرة القدم.نت (الإنجليزية)
- آدم وناس على موقع AS.com (الإسبانية)